# Гай Юлий Агрипа
Гай Юлий Агрипа (на гръцки: Γαίος Ιούλιος Άγρίππας; на латински: Gaius Julius Agrippa; ок. 72 – пр. 150) е киликийски принц от династията Иродиади, прапраправнук на Ирод Велики.
Той е големият син на принц Гай Юлий Александър от династията Иродиади, праправнук на Ирод Велики. Майка му Юлия Йотапа (* 45) е царица на Кетис в Киликия, дъщеря на Антиох IV Комагенски. Император Нерон ги оставя да царуват в Кетис от 58 до 72 г. Брат е на Гай Юлий Александър Беренициан (суфектконсул 116 г.) и на Юлия, която се омъжва за Гай Юлий Квадрат Бас (суфектконсул 105 г.). Роднина е на Архелай, последният цар на Кападокия.
През 94 г. Агрипа и брат му Беренициан са приети в Римския Сенат. Гай Юлий Агрипа служи като квестор за римската провинция Азия и преди 109 г. в преторианската гвардия.
Агрипа се жени за римлянка от gens Фабии. Той има двама сина, младият Гай Юлий Агрипа и Луций Юлий Гаиний Фабий Агрипа. От тази фамилия произлиза вероятно Йотапиан, узурпатор през 3 век.